# Fort Dix
Fort Dix es una instalación del Ejército de los Estados Unidos y un lugar designado por el censo en el condado de Burlington en el estado estadounidense de Nueva Jersey. En el año 2010 tenía una población de 7.716 habitantes y una densidad poblacional de 263,34 personas por km².

## Geografía
Fort Dix se encuentra ubicado en las coordenadas 40°00′46″N 74°37′30″O / 40.01278, -74.62500.

## Demografía
Según la Oficina del Censo en 2000 los ingresos medios por hogar en la localidad eran de $41,397 y los ingresos medios por familia eran $41,705. Los hombres tenían unos ingresos medios de $31,657 frente a los $22,024 para las mujeres. La renta per cápita para la localidad era de $10,543. Alrededor del 3.2% de la población estaba por debajo del umbral de pobreza.